# Atriplex buchananii

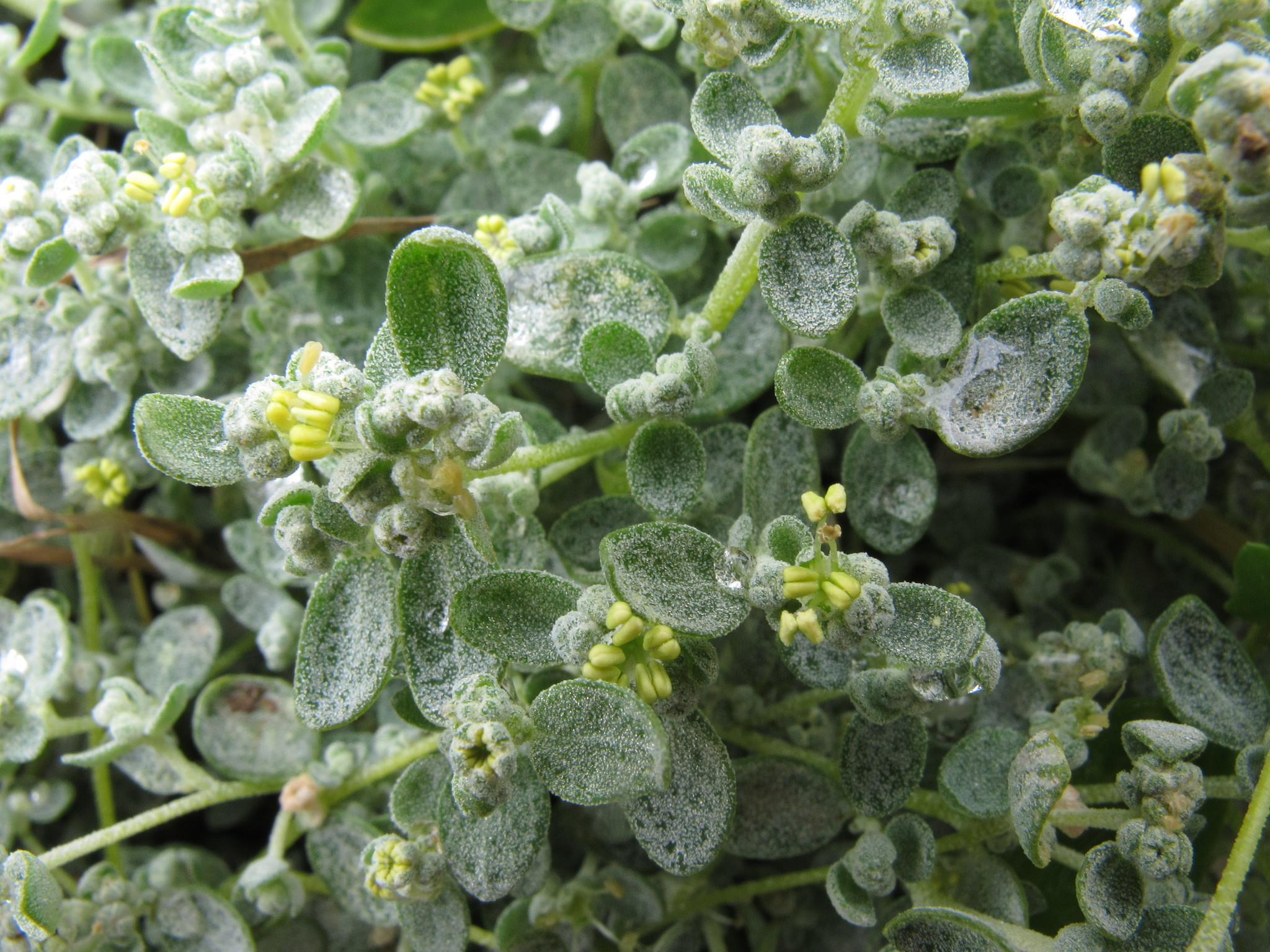

Atriplex buchananii là loài thực vật có hoa thuộc họ Dền. Loài này được (Kirk) Kirk ex Cheeseman mô tả khoa học đầu tiên năm 1906.